# Anti-elio
Nell'antimateria, l'anti-elio è l'equivalente dell'elio. Dal momento che il comune atomo di elio è composto da due elettroni, due protoni e due neutroni, l'atomo di anti-elio è costituito da due positroni, due antiprotoni e due antineutroni. Il suo simbolo chimico (proposto) è He con una overbar (He).

## Produzione
Nel 2011, nei Brookhaven National Laboratory, del dipartimento dell'Energia degli Stati Uniti, sono stati prodotti ed analizzati alcuni nuclei di anti-elio 4 (ovvero di un anti-particella α).
(Nu Xu, portavoce dell'esperimento Star)
La scoperta è avvenuta nell'ambito dello studio internazionale Star, che riunisce 54 centri di ricerca di 12 Paesi, con l'ausilio dell'acceleratore di particelle RHIC (Relativistic Heavy Ion Collider) e della Time Projection Chamber (TPC), progettati per studiare il plasma di quark e gluoni. Simili condizioni sono necessarie per ricreare e studiare la materia nelle condizioni dell'universo primigenio (l'elio è il secondo elemento più abbondante nell'universo dopo l'idrogeno ed è alla base della vita delle stelle).